# Weddellina
Weddellina là một chi thực vật có hoa trong họ Podostemaceae.

## Loài
Chi Weddellina gồm các loài: